# 전윤철
전윤철(田允喆, 1939년 6월 15일 ~ )은 대한민국의 공무원이다. 본관은 담양이며, 전라남도 목포 출신이다.

## 학력
- 목포유달국민학교 졸업
- 목포유달중학교 졸업
- 1958년: 서울고등학교 졸업
- 1964년: 서울대학교 법과대학 법학 학사

## 경력
- 1966년: 행정고시 합격
- 1990년: 경제기획원 물가정책국장
- 1994년: 경제기획원 기획관리실장
- 1995년: 수산청장
- 1997년: 공정거래위원회 위원장
- 2000년: 기획예산처 장관
- 2002년: 경제부총리 겸 재정경제부 장관
- 2003년 11월 10일: 제19대 감사원장
- 2007년 11월 10일: 제20대 감사원장
- 2008년 5월 18일: 감사원장 사퇴
- 2010년: 조선대학교 법과대학 석좌교수
- 2016년: 국민의당 윤리위원장
- 2016년: 제20대 국회의원 선거 국민의당 공천관리위원장
- 2021년 12월 ~ 2022년 1월: 국민의힘 새시대준비위원회 상임고문
- 2022년 1월 ~ 2022년 3월: 제20대 대통령 선거 국민의힘 선거대책본부 윤석열 대통령 후보 직속 위원회 정권교체 동행 위원회 상임고문
- 국민통합위원회 고문단
- 서암 윤세영 재단 이사